# Sinfonia n.º 3 (Beethoven)
A Sinfonia n.º 3, Em Mi Bemol (E♭) Maior (Op. 55) de Ludwig van Beethoven (conhecida como Eroica que em italiano significa "heroica") é uma obra musical, por vezes citada como marco do fim da Era Clássica e o começo da Era Romântica.

## Instrumentos
A sinfonia é composta por 2 flautas, 2 oboés, 2 clarinetes em si bemol (B♭), 2 fagotes, 3 trompas em mi bemol (E♭), fá (F) e dó (C); 2 trompetes em mi bemol e dó, tímpano e cordas.

## Estrutura
A obra é constituída de quatro movimentos:
1. Allegro con brio
2. Marcia funebre: Adagio assai em dó menor
3. Scherzo: Allegro vivace
4. Finale: Allegro molto

## Visão Geral

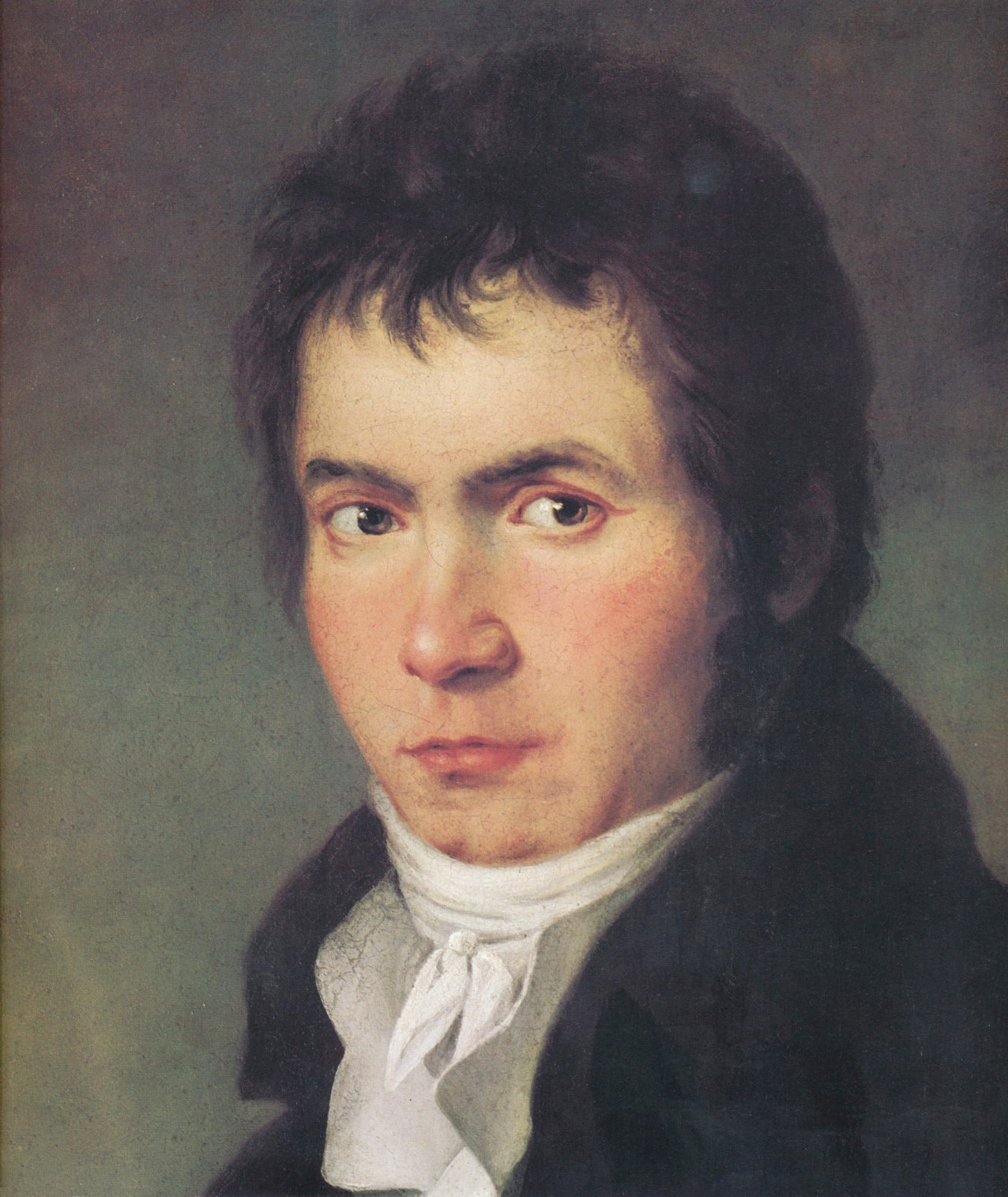
Beethoven em 1804, quando estava compondo Eroica.

### Dedicação e Estreia
Beethoven tinha inicialmente a ideia de dedicar a sinfonia a Napoleão Bonaparte. O biógrafo Maynard Solomon relata que Beethoven admirava os ideais da Revolução Francesa, e Napoleão era como se fosse sua personificação. No outono, o compositor começou a repensar sobre a dedicatória. O príncipe Lobkowitz disse que se dedicasse a sinfonia a ele, não precisaria de pagar um imposto. No entanto, ele continuou com a dedicatória a Bonaparte.
Quando Napoleão se proclamou Imperador da França em Maio de 1804, Beethoven se revoltou e foi à mesa onde estava a obra já pronta. Ele pegou a página-título e riscou o nome Bonaparte tão violentamente com uma faca que criou um buraco no papel. Mais tarde ele mudou o nome para Sinfonia eroica, composta per festeggiare il sovvenire d'un grand'uomo ("sinfonia heroica, composta para celebrar a memória de um grande homem"). Seu assistente Ferdinand Ries conta a história em sua biografia de Beethoven:
| “ | Ao escrever esta sinfonia Beethoven tinha pensado em Buonaparte, mas Buonaparte como Primeiro Cônsul. Naquela época, Beethoven tinha a maior estima por ele e o comparou aos máximos cônsules da antiga Roma. Não só eu, mas muitos dos amigos mais próximos de Beethoven, vimos esta sinfonia em sua mesa, lindamente copiados à mão, com a palavra "Buonaparte" inscrito no topo da página-título e "Luigi van Beethoven" na parte inferior. …Eu fui o primeiro a dizer a notícia de que Buonaparte havia se auto-declarado imperador, quando de repente teve um acesso de fúria e exclamou, "Então ele não é mais do que um mortal comum! Agora, também, ele vai pisar no pé de todos os direitos do homem, saciando somente a sua vontade; agora ele vai pensar que é superior a todos os homens, se tornando um tirano!" Beethoven foi até a mesa, pegou a página-título, rasgou ao meio e jogou-o no chão. A página tinha de voltar a ser copiado e foi só agora que a sinfonia recebeu o título de "Sinfonia Eroica." | ” |

No entanto, o caminho para a titulação da obra Eroica tinha mais história. Após a conclusão da obra, Beethoven escreveu a seu editor no verão de 1804 que "O título da sinfonia é realmente Bonaparte." O título final não foi aplicado ao trabalho até que as partes foram publicadas em outubro de 1806. Na verdade, Anton Felix Schindler diz que na audiência sobre a morte de Napoleão na ilha de Santa Helena em 1821, Beethoven afirmou: "Escrevi a música para este triste acontecimento há 17 anos" - referindo-se à Marcha Fúnebre (segundo movimento).
Beethoven escreveu a maior parte da sinfonia no final de 1803 e completou-a no início de 1804. A sinfonia foi estreada em particular no Verão de 1804 no castelo de seu protetor Príncipe Lobkowitz, em Eisenberg (Jezeri) na Boêmia. A primeira apresentação pública foi dada no Teatro an der Wien, em Viena, no dia 7 de Abril de 1805 com o compositor na condução. Para a performance, o trabalho foi apresentado em D#.

### Recepção Crítica
A obra é um marco na história da sinfonia clássica por várias razões. A obra é duas vezes mais longa que as sinfonias de Haydn ou Mozart—o primeiro movimento sozinho é quase tão longo quanto muitas sinfonias clássicas, se a repetição for observada. A obra tem uma abrangência emocional maior que os seus outros trabalhos, e é frequentemente citada como o início do período romântico na música. O segundo movimento, em particular, exibe uma grande gama de emoção - da miséria do tema principal marcha fúnebre, para o conforto relativo de felicidade.  O final da sinfonia mostra uma organização semelhante, e é dada uma importância no esquema geral que era virtualmente desconhecido antes — ao passo que em sinfonias anteriores o final era rápido e alegre, aqui é um conjunto extenso de variações e fuga sobre um tema de Beethoven tinha escrito originalmente para a sua música de balé "As Criaturas de Prometeu".
De acordo com Harold C. Schonberg, “O Musical de Viena ficou dividida sobre o mérito da Eroica. Alguns diziam que era a obra-prima de Beethoven. Outros disseram que o trabalho apenas ilustrou "uma busca de originalidade que não teve."  A Sinfonia em mi bemol pelo desconhecido Anton Eberl (1765-1807) foi também estreada no concerto e recebeu um pouco mais opiniões positivas do que a Sinfonia de Beethoven.
O crítico de música J. W. N. Sullivan escreveu que o primeiro movimento é uma expressão de coragem de Beethoven em confrontar sua surdez, o segundo, lento e triste, retratando o desespero esmagador que sentia, o terceiro, Scherzo, uma revolta "indomável de energia criativa", e o quarto um derramamento de exuberante energia criativa. Hector Berlioz discutiu sobre o uso da trompa e do oboé no seu Grande Tratado de Instrumentação.
A música de luto de Richard Strauss Metamorphosen é baseada no tema da marcha fúnebre da Eroica, e combina harmonicamente variantes distorcidas de seus motivos principais. Logo no final das barras de abertura da marcha fúnebre são citadas literalmente no baixo.
Escritores sobre a arte da tradição marxista, frequentemente fazem uso da Eroica. Gareth Jenkins escreveu que "Beethoven estava fazendo a música que Napoleão estava fazendo para a sociedade—virando a tradição de cabeça para baixo", e que a sinfonia estava carregada de "sentido do potencial humano e liberdade" pela primeira vez no período da Revolução Francesa..

## Anedota do Solo de Trompa
No primeiro movimento, o solo de trompa entra com o tema principal quatro compassos antes da "real" recapitulação.  O discípulo de Beethoven Ferdinand Ries contou:
| “ | O primeiro ensaio da sinfonia foi terrível, mas o trompista de fato começou a tocar quando foi dado o sinal. Eu estava em pé ao lado de Beethoven e, acreditando que ele tinha feito uma entrada errada, disse: 'Aquele maldito trompista! Ele não consegue contar? Isso soa terrivelmente errado.' Eu estava com medo de ficar com meus ouvidos machucados. Beethoven não me perdoou por um bom tempo. | ” |

## Uso do Segundo Movimento em Funerais
- O segundo movimento, uma marcha fúnebre, é frequentemente tocado em ocasiões memoráveis. Serge Koussevitzky tocou a sinfonia para o funeral do Presidente Franklin Delano Roosevelt,[8] e Bruno Walter realizou a sinfonia inteira para Arturo Toscanini.[9] Também foi realizado no funeral de Felix Mendelssohn em 1847.[10]
- O segundo movimento também foi usado como uma marcha fúnebre durante o enterro das vítimas do "Massacre de Munique"(ataques terroristas durante o Jogos Olímpicos de 1972). Foi tocado pela Orquestra Filarmônica de Munique.

## Eroica nas Telas
Em 2003 um filme de Simon Cellan Jones-BBC/Opus Arte Eroica foi lançado, sendo que Ian Hart interpretou Beethoven. A Orchestre Révolutionnaire et Romantique, conduzida pelo Sir John Eliot Gardiner, apresentou a Eroica inteiramente. O tema do filme é a estreia em 1804 privada da Sinfonia Eroica, no palácio do príncipe Lobkowitz (interpretado por Jack Davenport). O filme é baseado, em parte, das lembranças de Ferdinand Ries do evento.